# 地球平和監視時計
地球平和監視時計（ちきゅうへいわかんしどけい、英: PEACE WATCH TOWER）は、広島県広島市中区の広島平和記念資料館内に設置されている時計塔。

## 概要
NPO法人である「広島からの地球平和監視を考える会」が2001年7月24日に設置し同年8月6日に除幕した。
デザインは広島市出身の彫刻家である岡本敦生（）によるもので、高さ3.1メートルのみかげ石製。
一番上に現在の時刻を示すアナログ時計があり、文字盤には薄く8時15分（広島の原爆投下時刻）が刻まれている。その下には2つの日数カウンターがあり、一段目は広島への原爆投下からの日数を表し、二段目は最後の核実験からの日数を表している。
日数カウンターの下にある15個の連なった歯車は、一番上の歯車が一分間に100回転している。核実験を含めた地球環境の危機的状況の深刻化に伴い徐々に下の歯車に回転が伝わっていき、最終的に、基部に固定された一番下の歯車に回転が伝わった瞬間に装置そのものが自壊するという発想で作られており、破滅する地球と人類を暗示しているとともに、回転を止めるために地球人類で協力しなくてはならないことを示している。
最後の核実験からの日数は新たな核実験が行われたことが明らかになるたびに、実施日を基準にリセットされる。最後の29回目のリセットは、2024年5月14日のアメリカによる臨界前核実験によるものである。
2024年5月20日現在の最長記録は2021年9月16日から2024年5月14日までの976日で、アメリカによる臨界前核実験によってリセットされたものである。
地球平和監視時計設置以降の29回のリセット回数の内訳は、アメリカが23回（うち2回はイギリスとの合同）、北朝鮮が6回となっている。

## リセットの一覧
| リセット 回数 | 広島への原爆投下 からの日数 | 最後の核実験 からの日数 | 年月日         | 実施国                  | 備考 |
| ------------- | --------------------------- | ----------------------- | -------------- | ----------------------- | --- |
| -             | 0                           | -                       | 1945年8月6日   | アメリカ合衆国          | 広島市への原子爆弾投下（人類史上最初の実戦使用） |
| -             | 10,000                      | -                       | 1972年12月22日 | -                       | 広島への原爆投下から10,000日 |
| -             | 20,000                      | -                       | 2000年5月9日   | -                       | 広島への原爆投下から20,000日 |
| -             | 20,220                      | 0                       | 2000年12月15日 | アメリカ合衆国          | アメリカによる13回目の臨界前核実験 |
| -             | 20,441                      | 221                     | 2001年7月24日  | -                       | 地球平和監視時計設置 |
| -             | 20,454                      | 234                     | 2001年8月6日   | -                       | 地球平和監視時計除幕 |
| 1             | 20,506                      | 286→0                   | 2001年9月27日  | アメリカ合衆国          | アメリカによる14回目の臨界前核実験 ブッシュ政権下で初 |
| 2             | 20,584                      | 78→0                    | 2001年12月14日 | アメリカ合衆国          | アメリカによる15回目の臨界前核実験 |
| 3             | 20,647                      | 63→0                    | 2002年2月15日  | アメリカ合衆国 イギリス | アメリカ・イギリス共同による臨界前核実験 |
| 4             | 20,760                      | 113→0                   | 2002年6月8日   | アメリカ合衆国          | アメリカによる17回目の臨界前核実験 |
| 5             | 20,843                      | 83→0                    | 2002年8月30日  | アメリカ合衆国          | アメリカによる18回目の臨界前核実験 |
| 6             | 20,871                      | 28→0                    | 2002年9月27日  | アメリカ合衆国          | アメリカによる19回目の臨界前核実験 現在までのリセット最短記録 |
| 7             | 21,229                      | 358→0                   | 2003年9月20日  | アメリカ合衆国          | アメリカによる20回目の臨界前核実験 |
| 8             | 21,478                      | 249→0                   | 2004年5月26日  | アメリカ合衆国          | アメリカによる21回目の臨界前核実験 |
| -             | 21,553                      | 75                      | 2004年8月9日   | ロシア                  | 2004年に入り、ロシアが複数回臨界前核実験を実施したことが判明 実験日が確認できないためリセットは実施せず                                                                                |
| 9             | 22,117                      | 639→0                   | 2006年2月24日  | アメリカ合衆国 イギリス | アメリカ・イギリス共同による2回目の臨界前核実験 |
| 10            | 22,305                      | 188→0                   | 2006年8月31日  | アメリカ合衆国          | アメリカによる23回目の臨界前核実験 |
| 11            | 22,344                      | 39→0                    | 2006年10月9日  | 北朝鮮                  | 北朝鮮初の地下核実験 リセット実施は翌10月10日 |
| 12            | 23,303                      | 959→0                   | 2009年5月25日  | 北朝鮮                  | 北朝鮮による2回目の地下核実験 リセット実施は翌5月26日 |
| 13            | 23,781                      | 478→0                   | 2010年9月15日  | アメリカ合衆国          | アメリカによる24回目の臨界前核実験 オバマ政権下で初の実験 リセット実施は同年10月13日                                                                                                   |
| -             | 23,845                      | 64                      | 2010年11月18日 | アメリカ合衆国          | アメリカによる「Zマシン」と呼ばれる装置を使った初の新型核実験 実験を把握していなかったためリセットは実施せず                                                                           |
| -             | 23,865                      | 84                      | 2010年12月1日  | アメリカ合衆国          | アメリカによる25回目の臨界前核実験 14回目のリセット後に実施が判明 |
| -             | 23,921                      | 140                     | 2011年2月2日   | アメリカ合衆国          | アメリカによる26回目の臨界前核実験 14回目のリセット後に実施が判明 |
| 14            | 23,978                      | 197→0                   | 2011年3月31日  | アメリカ合衆国          | アメリカによる「Zマシン」を使った2回目の新型核実験 リセット実施は同年5月24日 |
| -             | 24,153                      | 175                     | 2011年9月22日  | アメリカ合衆国          | アメリカによる「Zマシン」を使った3回目の新型核実験 実施が確認されたのが同年11月16日の実験と同日だったためリセットは実施せず                                                            |
| 15            | 24,208                      | 230→0                   | 2011年11月16日 | アメリカ合衆国          | アメリカによる「Zマシン」を使った4回目の新型核実験 リセット実施は翌年1月10日 |
| -             | 24,391                      | 183                     | 2012年5月17日  | アメリカ合衆国          | アメリカによる「Zマシン」を使った5回目の新型核実験 実施日を確認中に次の核実験の実施が判明したためリセットは実施せず                                                                    |
| 16            | 24,493                      | 285→0                   | 2012年8月27日  | アメリカ合衆国          | アメリカによる「Zマシン」を使った6回目の新型核実験 リセット実施は同年9月24日 |
| -             | 24,530                      | 37                      | 2012年10月3日  | アメリカ合衆国          | アメリカによる「Zマシン」を使った7回目の新型核実験 2013年の北朝鮮による核実験後の3月12日に判明したためリセットは実施せず                                                               |
| -             | 24,565                      | 72                      | 2012年11月7日  | アメリカ合衆国          | アメリカによる「Zマシン」を使った8回目の新型核実験 2013年の北朝鮮による核実験後の3月12日に判明したためリセットは実施せず                                                               |
| 17            | 24,593                      | 100→0                   | 2012年12月5日  | アメリカ合衆国          | アメリカによる27回目の臨界前核実験 リセット実施は同年12月7日 |
| 18            | 24,662                      | 69→0                    | 2013年2月12日  | 北朝鮮                  | 北朝鮮による3回目の地下核実験 |
| 19            | 24,754                      | 92→0                    | 2013年5月15日  | アメリカ合衆国          | アメリカによる「Zマシン」を使った9回目の新型核実験 リセット実施は同年8月21日 |
| 20            | 24,874                      | 120→0                   | 2013年9月12日  | アメリカ合衆国          | アメリカによる「Zマシン」を使った10回目の新型核実験 リセット実施は同年10月31日 |
| -             | 25,000                      | 126                     | 2014年1月16日  | -                       | 広島への原爆投下から25,000日 |
| -             | -                           | -                       | -              | -                       | 2014年3月から2017年4月まで、本時計の設置されている広島平和記念資料館東館が リニューアル工事のため閉館 時計も工事エリア内にあったため、21・22回目は実際にはリセット操作は行われなかった |
| -             | 25,231                      | 357                     | 2014年9月4日   | アメリカ合衆国          | アメリカによる「Zマシン」を使った11回目の新型核実験 2014年10月の実験と同時に公表されたためリセットは実施せず                                                                           |
| 21            | 25,260                      | 386→0                   | 2014年10月3日  | アメリカ合衆国          | アメリカによる「Zマシン」を使った12回目の新型核実験 実験の実施を公表したのは同年11月4日                                                                                                |
| 22            | 25,720                      | 460→0                   | 2016年1月6日   | 北朝鮮                  | 北朝鮮による4回目の地下核実験 北朝鮮は水爆実験であると主張 |
| -             | 25,862                      | 142                     | 2016年5月27日  | -                       | 現職の米大統領として初めてオバマ大統領広島来訪 |
| 23            | 25,967                      | 247→0                   | 2016年9月9日   | 北朝鮮                  | 北朝鮮による5回目の地下核実験 |
| 24            | 26,326                      | 359→0                   | 2017年9月3日   | 北朝鮮                  | 北朝鮮による6回目の地下核実験 北朝鮮は大陸間弾道ミサイル搭載のための水爆実験と主張 |
| 25            | 26,427                      | 101→0                   | 2017年12月13日 | アメリカ合衆国          | アメリカによる5年ぶり28回目の臨界前核実験 トランプ政権下で初の実験 実験の実施が発覚したのは2018年10月11日                                                                              |
| 26            | 26,854                      | 427→0                   | 2019年2月13日  | アメリカ合衆国          | アメリカによる29回目の臨界前核実験 実験実施の発表は2019年5月24日 リセット実施は5月27日                                                                                                 |
| 27            | 27,510                      | 656→0                   | 2020年11月30日 | アメリカ合衆国          | アメリカによる30回目の臨界前核実験 実験実施の報道は2021年1月17日 リセット実施は1月18日 実施日が不明なため11月末日を公式に便宜上の実施日としている                                      |
| -             | 27,714                      | 204                     | 2021年6月22日  | アメリカ合衆国          | アメリカによる31回目の臨界前核実験 バイデン政権下で初の実験 実験実施の報道は2022年4月14日 32回目の臨界前核実験と同時に公表されたためリセットは実施せず                                 |
| 28            | 27,800                      | 290→0                   | 2021年9月16日  | アメリカ合衆国          | アメリカによる32回目の臨界前核実験 実験実施の報道は2022年4月14日 リセット実施は4月13日                                                                                                 |
| -             | 28,410                      | 610                     | 2023年5月19日  | -                       | G7広島サミット期間中に、米国のジョー・バイデン大統領をはじめ9人の首脳が視察・献花を行った。                                                                                            |
| 29            | 28,776                      | 976→0                   | 2024年5月14日  | アメリカ合衆国          | アメリカによる33回目の臨界前核実験 実験実施の報道は2024年5月18日 リセット実施は5月19日 現在までのリセット最長記録                                                                      |

注記のない限り、リセットは実験実施即日に行われている。